# اتاق خواب پادشاه
اتاق خواب پادشاه 
(به تلوگویی: Raju Gari Gadhi) و (به انگلیسی: King's bedroom) فیلمی هندی محصول سال ۲۰۱۵ و به کارگردانی اوهمکار است. در این فیلم بازیگرانی همچون آشوینی بابو، چتان چنو، اشانیا میشواری، دانیا بالاکریشنا، دانراج، شاکالاکا شانکار، ویدیولاکا رامان، شمنا قاسم و ساپتاگیری ایفای نقش کرده‌اند. اتاق خواب پادشاه ۲ و اتاق خواب پادشاه ۳ دنباله این فیلم است.